# Utetes grahamstownensis
Utetes grahamstownensis är en stekelart som först beskrevs av Fischer 1973.  Utetes grahamstownensis ingår i släktet Utetes och familjen bracksteklar. Inga underarter finns listade i Catalogue of Life.